# Karin Widmer
Karin Widmer (* 1966 in Bern) ist eine Schweizer Grafikerin und Illustratorin.

## Leben und Werk
Karin Widmer ist eine Tochter von Fritz Widmer, Enkelin von Bruno Hesse und Urenkelin von Hermann Hesse. In Bern besuchte sie den Vorkurs und die Fachklasse für Grafik an der Schule für Gestaltung. Ihre Diplomarbeit zur Die Rückeroberung von Franz Hohler eröffnete ihr den Weg zum Zytglogge Verlag in Bern, der das Buch 1992 veröffentlichte. Nach mehrjähriger Anstellung beim Zytglogge Verlag machte sie sich 1995 selbstständig. Sie erhielt u. a. Aufträge vom Schulverlag Bern mit diversen NMM-Lehrmitteln (Natur Mensch, Mitwelt) zum Lehrplan 95. Für den Zürcher Lehrmittelverlag gestaltete sie ein Englischlehrmittel mit Wimmelbildern. Zusammen mit Stefanie Christ gestaltete sie mehrere Kinderbücher und illustrierte das Vögellisbuch von Annemarie Stähli. 
Widmer illustriert und gestaltet u. a. Kinder- und Jugendbücher, Briefmarken, Mundartliteratur, Cartoons, Lehrmittel, Naturbücher, Zeitungen, Gerichtszeichnungen und CD-Cover.